# Lázaro Cárdenas, Chignahuapan
Lázaro Cárdenas är en ort i Mexiko.   Den ligger i kommunen Chignahuapan och delstaten Puebla, i den sydöstra delen av landet, 120 km öster om huvudstaden Mexico City. Lázaro Cárdenas ligger 2 368 meter över havet och antalet invånare är 631.
Terrängen runt Lázaro Cárdenas är huvudsakligen kuperad, men den allra närmaste omgivningen är platt. Runt Lázaro Cárdenas är det ganska tätbefolkat, med 54 invånare per kvadratkilometer. Närmaste större samhälle är Chignahuapan, 3,3 km nordost om Lázaro Cárdenas. Trakten runt Lázaro Cárdenas består till största delen av jordbruksmark.